# Eremioscelio
Eremioscelio är ett släkte av steklar. Eremioscelio ingår i familjen Scelionidae.
Kladogram enligt Catalogue of Life:
| Eremioscelio | \| \| Eremioscelio bernardi \| \| \| \| \| \| Eremioscelio cultratus \| \| \| \| \| \| Eremioscelio cydnoides \| \| \| \| \| \| Eremioscelio kaszabi \| \| \| \| \| \| Eremioscelio lamia \| \| \| \| \| \| Eremioscelio tauricus \| \| \| \| \| \| Eremioscelio ukrainica \| \| \| \| |
|              | \| \| Eremioscelio bernardi \| \| \| \| \| \| Eremioscelio cultratus \| \| \| \| \| \| Eremioscelio cydnoides \| \| \| \| \| \| Eremioscelio kaszabi \| \| \| \| \| \| Eremioscelio lamia \| \| \| \| \| \| Eremioscelio tauricus \| \| \| \| \| \| Eremioscelio ukrainica \| \| \| \| |
|              | Eremioscelio bernardi |
|              | |
|              | Eremioscelio cultratus |
|              | |
|              | Eremioscelio cydnoides |
|              | |
|              | Eremioscelio kaszabi |
|              | |
|              | Eremioscelio lamia |
|              | |
|              | Eremioscelio tauricus |
|              | |
|              | Eremioscelio ukrainica |
|              | |